# Hřebíčkovec malacký

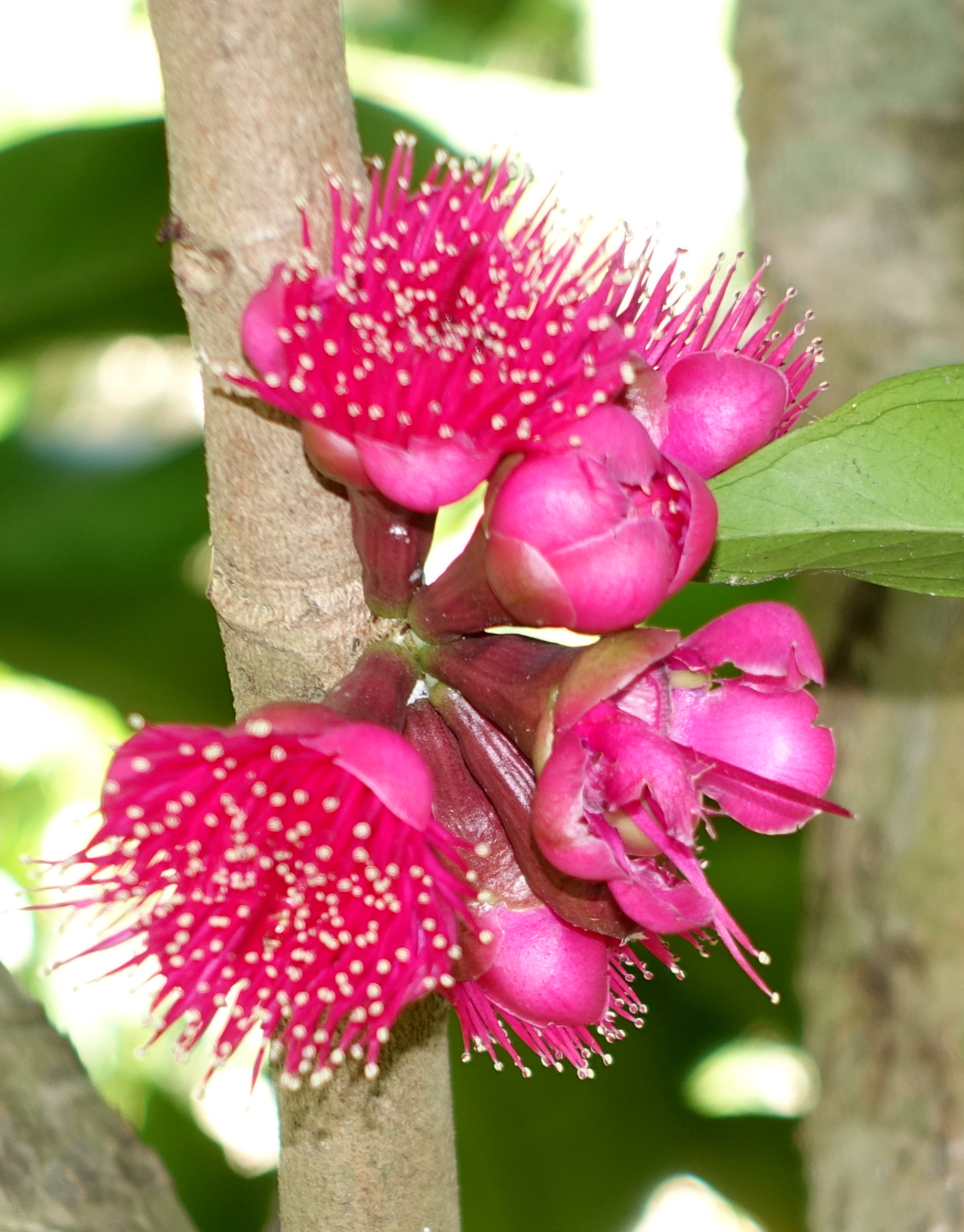
Květenství

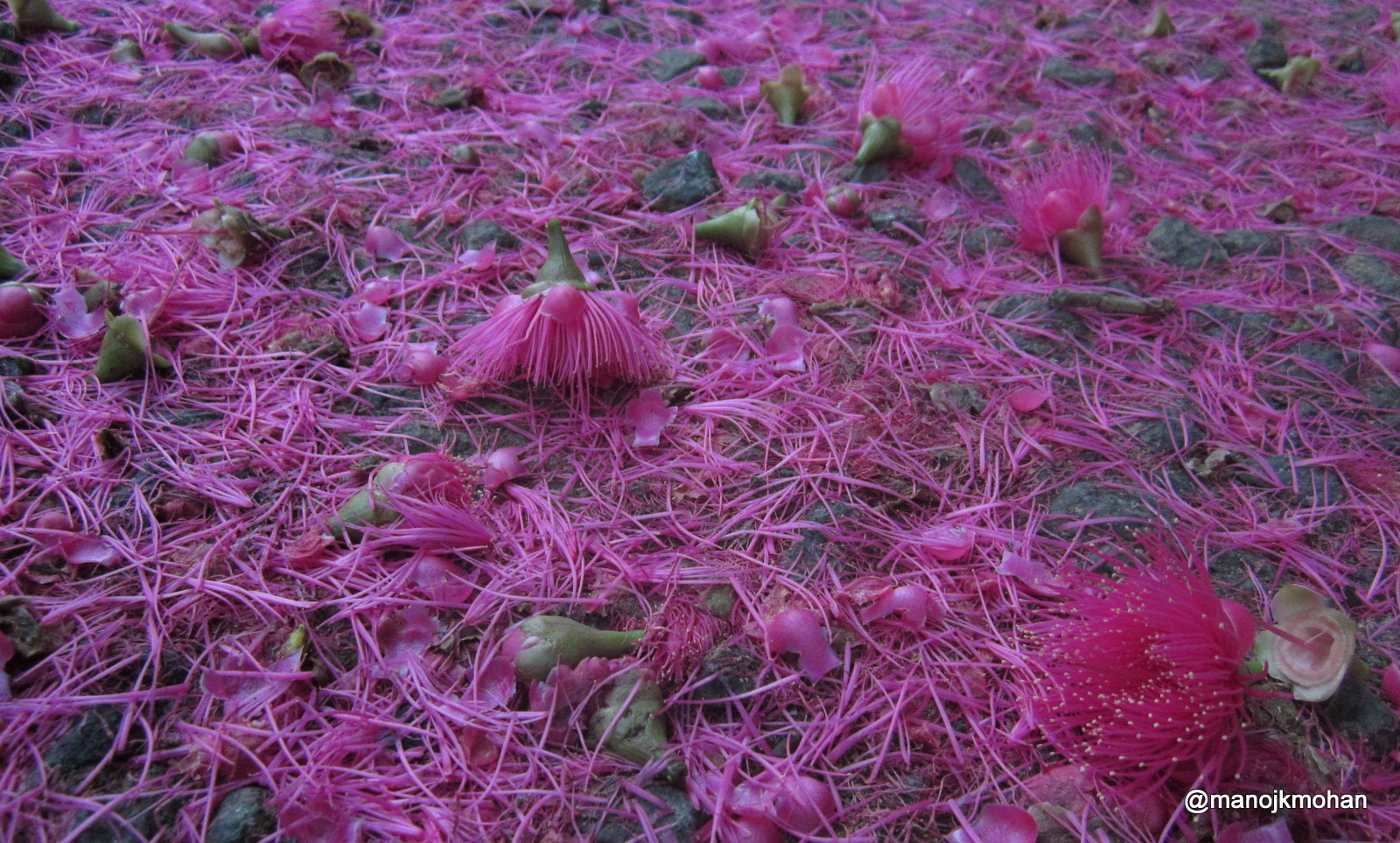
Opadané květy a okvětí

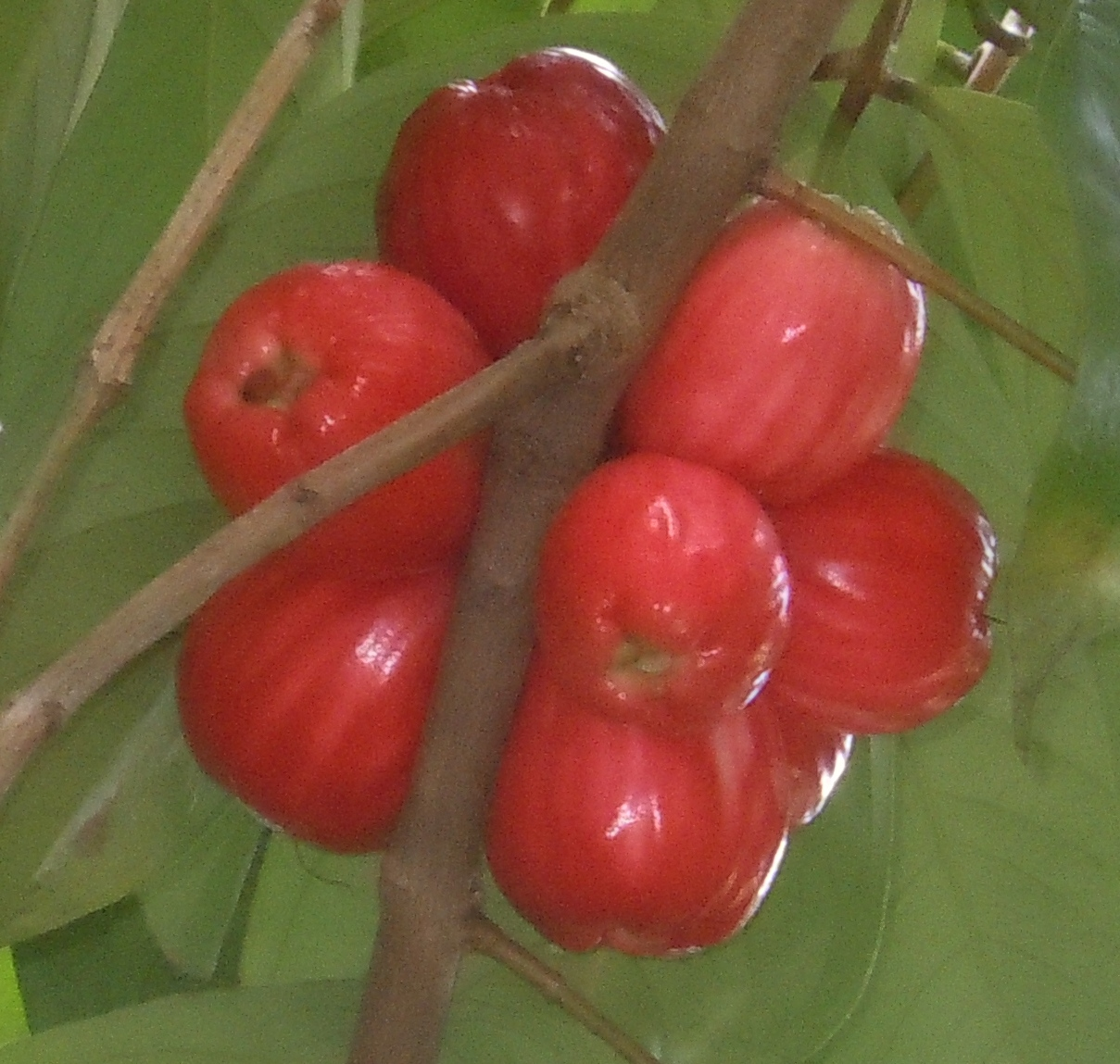
Zralé plody

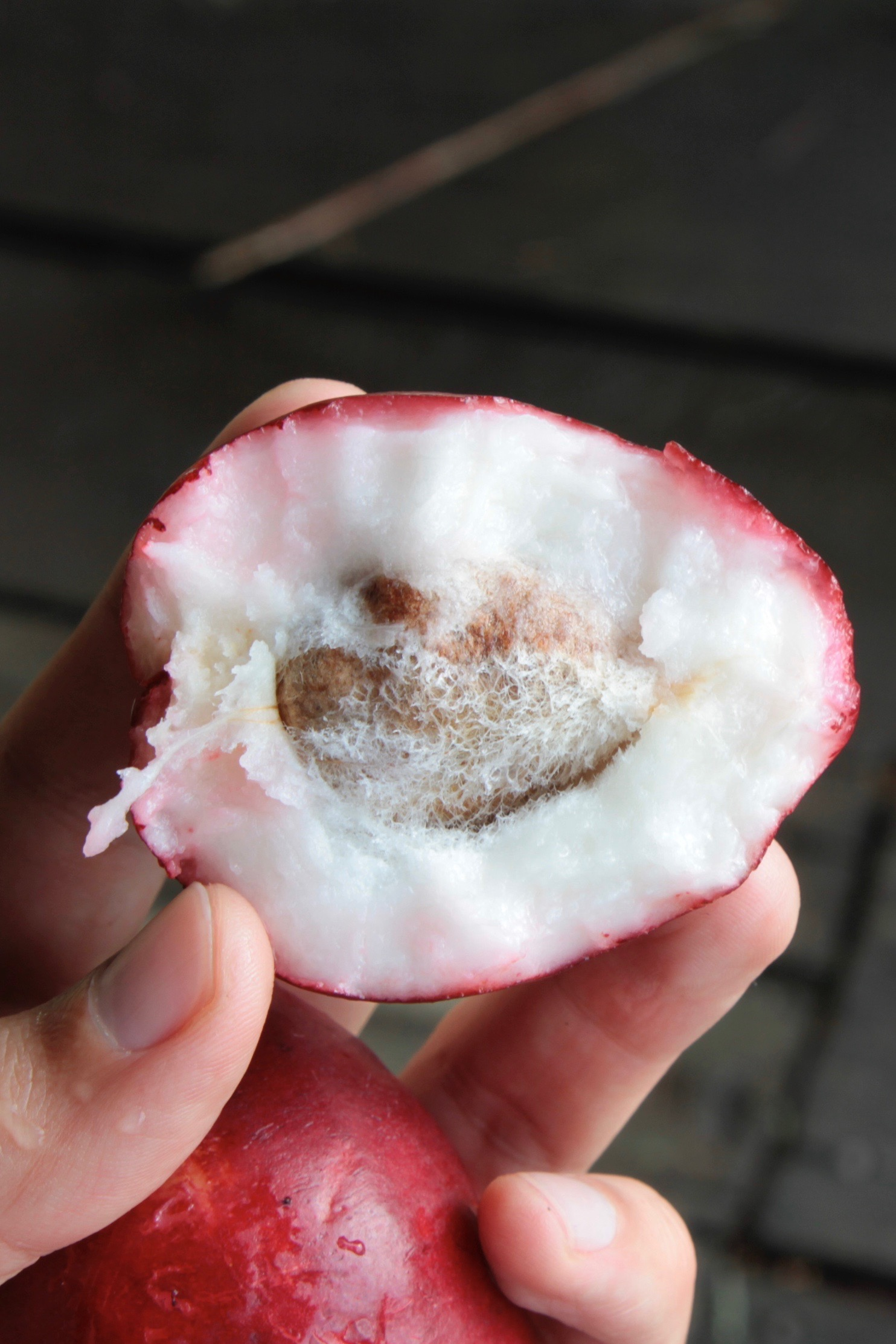
Rozpůlený plod

Hřebíčkovec malacký (Syzygium malaccense) je vysoký, tropický, stálezelený, listnatý strom, druh z početného rodu hřebíčkovec. Je nápadnou kauliflorní dřevinou vytvářející na starších, dřevnatých větvích i kmeni květy a následně i plody, které jsou jedlé a konzumují se syrové nebo vařené.

## Rozšíření
Hřebíčkovec malacký je již po tisíciletí využívaná dřevina, jejíž skutečný původ již nelze vysledovat. Jako místo vzniku je uváděna oblast Indočíny, Malajsie a jižní Číny, odkud se již v dávných dobách rozšířil na nedaleký Tchaj-wan, do Indonésie, na Filipíny, směrem na západ do Indie a Bengálska a na východ byl Polynésany rozvezen na některé tichomořské ostrovy, na Havaj, Tahiti, Fidži, Cookovy ostrovy i Guam. Počátkem novověku byl Portugalci rozšířen do východní Afriky a koncem 18. století byly první semenáče dopravené na Karibské ostrovy a následně do Střední a Jižní Ameriky. V současnosti je rozšířen pantropicky, mimo své původní oblasti se nejvíce pěstuje v Brazílii a právě v Karibiku, kde je na Kubě dokonce zařazen mezi invazní druhy.

## Ekologie
Druh obvykle vykvétá s příchodem vlhkého počasí po kratším období sucha. Plody dozrávají brzy, asi za dva měsíce od otevření květů, po uzrání opadávají a ztrácejí na kvalitě. V Indii poprvé kvete od května do června a podruhé v listopadu a prosinci, v Portoriku kvete a plodí třikrát ročně, na jaře, v létě a na podzim, první a třetí úroda plodů je největší.
Výskyt hřebíčkovce malackého je omezen na tropické oblasti s ročními srážkami 1500 mm a více, preferuje celoroční přísun vláhy, nesnáší dlouho trvající období sucha. Pro zajištění průběžné vlhkosti se někdy stromy vysazují okolo potoků, jezer a rybníků, potřebují však dobře odvodněná stanoviště bez stojící vody. Mladým stromům v mládí prospívá mimo pravidelné vlhkost i částečné zastínění. Průměrná roční teplota je požadována v toleranci 22 až 28 °C, k typů půdy je poměrně tolerantní, roste v jílovitých i písčitohlinitých s rozmezím pH 5,5 až 6,5. Má nízkou snášenlivost pro slanost půdy, potřebuje menší než 4 dS/m. Nadmořská výška výskytu je odvislá od místních podmínek, na Havaji roste v na horských svazích v nadmořské výšce až 2700 m, v Indii zase blízko úrovně mořské hladiny. Po úniku z kultivace vytváří na příhodných místech jednodruhové porosty. Ploidie druhu je 2n = 22.

## Popis
Strom poměrně rychle vyroste do výšky okolo 10 až 20 m a má hustou korunu pyramidálního nebo válcovitého tvaru. Kmen bývá až přes 1 m tlustý a pokrývá jej šedohnědá kůra. Větve mají kůru v mládí narůžovělou, později hnědou a jsou porostlé vstřícnými, kožovitými listy s 1 cm řapíkem. Téměř srdčitá čepel bývá podlouhle obkopinatá až podlouhle eliptická, je dlouhá 15 až 25 cm a široká 5 až 15 cm, na bázi klínovitá až zaoblená, na vrcholu náhle zašpičatělá či tupá. Čepel mladých listů je načervenalá, později je na svrchní straně tmavě zelená a lesklá, na spodní světlejší a nažloutlá, střední žilku má na lícní straně zapuštěnou a okolo mívá 10 až 15 párů postranních žilek vzdálených od sebe asi 1,5 cm.
Květy se široce obkonickou češulí, velkou asi 1 × 1 cm, vytvářejí řídká vrcholičnatá květenství složená až z osmi květů, které vyrůstají na starších holých větvích a občas přímo na kmeni, někdy květy rostou též jednotlivě. Oboupohlavné, až 2,5 cm velké květy jsou červené, čtyřčetné, mírně vonící, mají krátké stopky a drobné listeny. Kalich se zelenými, obkrouhlými, 5 × 7 mm velkými, vytrvalými, nestejně širokými lístky má nálevkovitou trubku. Korunní lístky jsou oranžové, růžově fialové až tmavě červené, elipsovitě vejčité či podlouhle lopatkovité, velké asi 1 × 1 cm. V květu je přes sto tyčinek dlouhých až 3 cm, zbarvených stejně jako korunní lístky a zakončených drobnými žlutými prašníky. Spodní semeník s mnoha vajíčky nese jednu červenou, jako tyčinky dlouhou čnělku s bliznou.
Plod je bobule hruškovitého tvaru až 10 cm dlouhá a 7 cm široká, která je ve zralosti tmavě červená, růžová nebo bílá s červenými či růžovými pruhy. Má voskovitou slupku a prohloubený vrchol se zbytky suchého kalichu. Dužina bobule je bílá, šťavnatá, má mírně nasládlou, jemnou chuť a obsahuje jedno hnědé, kulovité semeno o průměru asi 3 cm, výjimečně dvě půlkulatá. Plody některých stromů jsou bez semen.

## Rozmnožování
Semena po vyschnutí rychle ztrácejí klíčivost, musí se sázet čerstvě vyňatá z plodů. Pro svou velikost i rozměry plodů nebývají příliš rozptylována na velkou vzdálenost od stromu. Po zasazení dobře a rychle klíčí, obvykle již za dva až čtyři týdny, na trvalé stanoviště se sázejí za osm měsíců. Na plantáži se vysazují do sponu 8 až 10 m a vyžadují jen minimální péči, větve se nemusí prořezávat. Prvně plodí ve třech až sedmi létech. V blízkosti starých stromu obvykle vyrůstá ze spadaných plodů hodně semenáčů.

## Význam
Dřevo stromů je načervenalé, tvrdé, těžké a má dostatečně velké rozměry pro stavební účely, používá se také k výrobě pražců. Zralé plody se konzumují, pro uvedení na trh se musí ručně otrhávat, aby nedošlo k poškození pádem a měly delší skladovatelnost. Po dosažení zralosti mají krátkou trvanlivost a jsou málo odolné k otlačení, proto se do Evropy běžně nedovážejí. Z jednoho stromu se získá 20 až 80 kg ovoce.
Někdo považuje jejich chuť za mdlou a proto se dusí s hřebíčkem nebo jinými aromatizujícími surovinami a podávají se jako sladký dezert. Z křehké dužiny se vyrábí různé sirupy, želé nebo se kombinují s jinými kyselými plody, slouží také pro výrobu vína nebo chlazených osvěžujících nápojů. Na tržištích se kromě plodů prodávají mladé zelené výhonky i listy, které se používají jako zeleninová příloha k rýžovým pokrmům.
V lidovém léčitelství se listy a drcená kůra mladých větví i kořenů užívá k léčbě kašle, bronchitidy, zažívacích potíží, bolestí hlavy i jako prostředek proti horečnatým stavům nebo jako diuretikum. Kůra a kořeny obsahující hodně tříslovin a slouží pro získání hnědé barvy k barvení tkanin. Stromy se hojně vysazují v zahradách, okolo cest, v městských výsadbách nebo jako větrolamy pro choulostivější plodiny.